# Powiat siebieski
Powiat lub Ujezd siebieski – dawny powiat guberni witebskiej. Siedzibą była Siebież, dziś w obwodzie pskowskim Rosji.

## Wzmianka z r. 1889
Siebieski powiat leży w północnej części guberni i graniczy od północy z gub. pskowską, 
od wschodu z pow. neweIskim, od południa z połockim i drysieńskim, od zachodu zaś z 
lucyńskim. Podług pułk. Strelbickiego zajmuje 68'65 mil. al. 3321'8 w. kw., podług 
dawniejszych zaś pomiarów ma 3368 w. kw. al. 350,911 dzies. Powiat należy do Pojezierza Bałtyckiego i powierzchnia jego jest przerznięta wyniosłościami, stanowiącemi dział wodny pomiędzy rzekami systematu Wielkiej 
(dopł. zatoki Fit-łskiej) i Dźwiny Zachodniej 
(dopł. zatoki Ryskiej). Dział ten zaczyna się w okolicy jeziora Osyń i folw. Wolino (Annińsk), przecina pod wsią Podgórze (Podgorje) al. Morozowa drogę wiodącą ze stacyi Rudnia do folw. Ryków, i ciągnie na wschód około 25 w. do wsi Sowińskie Grebło, poczem 
przeszedłszy pomiędzy jez. Swibło i Niewiedro, okala północne wybrzeża jez. Niewiedro, 
poczem wykręca się ku północy przez wieś 
Hultaje (pow. neweIskiego) i łączy się z wzgórzami przechodzącemi pod wsią Botwino (w 
pow. siebieskim). Najwyższy punkt w powiecie wznosi się w odległości 2 1 /'1 w. ku północy od Siebieża, (tzw. góra Wozdychalinka) w pobliżu wsi Pietuchowszczynki. Od góry tej wybiega w kierunku półn.-zach. łańcuch dość znacznych wyniosłości. Nadto w północnej części powiatu, w pobliżu granicy guberni pskowskiej, wznoszą się góry: Kuskina (przy wsi Wyhorodek), Zamkowa (przy 
wsi Zamkowa Morozówka), Pieszczanka (w 
lesie przy wsi Pławliwa), Lidina (przy wsi 
t. n.), Zasitińska (przy wsi t. n., w pobliżu wsi Wysowa na trakcie pocztowym 
z Siebieża do Lucyna), oraz przy folwarku 
Widoki i przy folw. Rysienkowo (o 5 w. na 
płn.-wschód od Siebieża). Gleba przcważnie 
gliniasto-piaszczysta albo piaszczysta, chłodna wedle miejscowego orzeczenia, w rzadkich tylko miejscach pokryta cienką warstwą 
czarnoziemu. Powierzchnia powiatu zroszona 
jest rzekami należącemi do systematu Wielkiej (Wielikiej) i Dźwiny Zachodniej. Rzeka 
Wielka przepływa na nieznacznej przestrzeni 
w północnej części powiatu i jest nieżeglowną. 
W granicach powiatu przybiera Niewiedrankę, wypływającą, z jez. Niewiedro, Ałolę, stanowiącą na przestrzeni 8 w. granicę z gub. pskowską, Issę i inne pomniejsze (1. Do systematu Dżwiny należą: Niszcza i Swołna, uchodzące do Dryssy poza granicami powiatu. Ze wszystkich tych rzek tylko Swołna 
jest spławną dla tratew i niewielkich galarów (łajb), ładowanych na jez. Siebieskiem, 
z którem łączy się za pośrednictwem całej sieci jezior i ich odplywów. Powiat obfituje 
w wody stojące. mianowicie w jeziora i błota. 
Znajduje się tu 331 jezior, z których ważniejsze: Siebieskie (ob.), łączące się przez rzekę 
Uhorynkę zjez. Orono (Worono), Białm i Nieczeroco (ob.), z którego wypływa rz. Swołna. 
Jezioro Ołbito, właściwie Wałbiato, mylnie Olbit (ob.), łączy się przez niewielki ruczaj 
z jez. Niszcza (ob.); jez. Osyń (ob.); jez. Swibło, długie 7 w., szerokie 4 w., z którego wypływa rzka Ustie; jez. Niewiedło (ob.); w końcu Jassy (ob.) i Jezierzyszcze (ob.). Cały powiat jest bagnisty, zwłaszcza zaś północna jego część obfituje w rozległe błota. l tak na pograniczu pow. lucyńskiego i gub. pskowskiej zalega błoto mające do 130 w. kw.; ku 
płn. zakończono j'est lasem sl)snowym, od płd. 
traktem pocztowym z Siebieża do Lucyna, od 
wsch. ogranicza je rzka Issa. Na prawym 
brzegu rz. Wielkiej, pomiędzy jez. Ostrowite, 
Krzywe, Białe i wsią Kuryłowe, znajduje 
się błoto zajmujące do 200 w. kw., przerznięte pagórkami, drogami i w wielu miejscach 
pokryte zaroślami. Dalej znajdujd się błoto rozległe 15 w. pomiędzy jez. Szewino, Berezno, Swierzno i Jezierzyszcze, rozdzielone 
na dwie połowy przez drogę wiodącą z folw. 
Siedanowa do wsi Jezierzyszcze. Błoto przylegające do granic pow. drysiel1skiego i zajmujące 26 w. kw., dochodzi od płn. do jaz. Osyń, od płd. do rz. Niszczy, od zach. ograniczone lasami sosnowemi, od wsch. zaś drogą pocztową. Przepływa przez nie rzka Niszcza, będąca granicą pomiędzy pow. siebieskim i drysieńskim, oraz rzeka Szajbiszcza. Nadto w wielu miejscowościach znajdują się bagniska, poprzerzynane drogami i niewielkiemi pagórkami, obroslemi karłowatem drzewem. W powiecie znajdują, się źródła mineralne siarczane i żelaziste (słabe zresztą). Lasy w 1867 r. zajmowały do 45% ogólnej przestrzeni. Obecnie las towarowy ogólnie został wyprzedany 
na splacenie długów rządowych oraz prywatnych. Natomiast drzewa opałowego jest jeszcze obfitość i dla tego cena jego względnie 
bardzo niska, w miasteczku bowiem lub w.okolicach bezleśnyeh wynosi 1 rs. 50 kop: za 
sążeń kub., w innych zaś miejscowościach spada do 50 kop. (bez wyrąbania i dostawy). 
W 1886 r. było w powiecie (prócz mta pow.) 75071 mk., w tej liczbie 70741 prawosł., 420 katol., 2119 rozkoln., 106 protest., 665 żyd. 
W 1863 r. było 65598 mk. (45786 prawosł., 7314 katol., 1423 rozkoln., 74 protest. i 1001 żyd.). W 1867 r. (podług Semanowa) było 
54583 mk. (1459 katol., 1635 rozkoln, 26 protest. i 266 żyd.). Tak znaczna różnice, zarówno w ogólnej sumie jak i w pojedynczych 
cyfrach jakkol wiek oparte na źródłach urzęd.), niczem nie dadzą się objaśnić. Podług Pamiatnej Kniżki w 1863 r, byto wpowiecie 7256 (3622 
męż. i 3634 kob.) t. z. bojarów pancernych. stanowiących. za czasów Rzpltej straż pograniczną od strony Rossyi i zamieszkałych obecnie w gminach nieportowskiej i jezieryjskiej. 
W 1863 r. było w powiecie 15817 sztuk koni, 48406 bydła. rogatego, 28598 owiec zwyczajnych, 11249 swiń i 1650 koni. W 1868 r. było w S. powiecie: 36 cerkwi prawosław., 1 
monaster męski, 2 domy modlitwy rozkolnicze, 1 kościół katol. (w Siebieżu). Główne zajęcie mieszkańców stanowi rolnictwo i przemysł leśny. Z powodu ubóstwa gleby rolnictwo 
zaledwie wystarcza na zaspokojenie potrzeb miejscowych i tylko, w wyjątkowo urodzajnych latach, nadmiar zboża bywa. zużytkowany w miej scowych gorzelniach lub też zbywany w Siebieżu i przystaniach naddźwińskich. Wielkie znaczenie w gospodarstwie ma uprawa lnu, zbywanego w Siebieżu na wywóz do Rygi. Inne gałęzie gospodarstwa 
wiejskiego małą grają rolę. Rybołówstwem zajmują się mieszkańcy wsi leżących na wybrzeiach jezior. Przemysl leśny nie ogranicza się na cięciu i spławie drzewa, pędzą bowiem także smołę i dziegieć i wyrabiają rozmaite przedmioty z drzewa. Wielu mieszkańców wychodzi ta.kże na roboty przy drogach 
żelaznych i inne. Przemysł fabryczny prawie 
zaden, w 1868 r. bowiem było w powiecie 
zaled wo 4 garbarnie i 11 gorzelni. Handel, 
oprócz miasta powiatowego, koncentruje się 
na 22 jarmarkach, t. z. kiermaszach. Marszałkami szlachty pow. siebieskiego byli (w po- 
rządku alfabetycznym): Chrapowieki Dominik 
(1790). Hertman, Kiełpsz Talat Józef (1783), 
Korsak. Euzebiusz h. Korsak (1805), Korsak 
Piotr, Łosowski Józef h. Grzymała; Makowiecki Józef b. Dołęga, Meduniecki Antoni 
h. Ślepowron (1800-1810), Meduniecki Jan, Meduniecki Józef, Meduniecki Kazimierz 
(1798-1800), Meduniecki Konstanty, Mohl hr. Franciszek h. Trzy krety (właściwie świnki 
morskie), Mokicz Franciszek, Ogiński Józef 
h. Oginiec (1807), Szantyr Antoni h. Lubicz 
Ursyn, Vlanowski Szymon h. Sulima (1809- 
1820), Zebrowski Donat h. Jasieńczyk. Niegdyś w powiecie była bardzo rozrodzona i zamożna. rodzina Medunieckich."